# 2024년 문제
2024년 문제(일본어: 2024年問題 니센니쥬요넨몬다이[*])는 2024년 일본에 발생할 것으로 예상되는 심각한 사회문제다.
- 2024년 1월부터 지역마다 단계적으로 ISDN이 종료됨에 따라 기업간 결제, 수발주 시스템 등에서 발생할 문제.[1][2]
- 같은 해 4월 1일자로 건설, 운수, 의료에 대해 예외적으로 인정되고 있던 시간외 노동 상한규제 유예가 종료됨으로써 발생할 문제.[3][4]